# عقیم‌سازی زنان بومی آمریکا
در دهه‌های ۱۹۶۰ و ۱۹۷۰، خدمات بهداشت سرخ‌پوستان (IHS) و پزشکان همکارش، به انجام عمل‌های عقیم‌سازی بر روی زنان بومی آمریکایی پرداختند، که در بسیاری از موارد این عمل‌ها بدون رضایت آزاد و آگاهانه بیمارانشان انجام می‌شد. در برخی موارد، زنان به اشتباه متقاعد می‌شدند که عمل عقیم‌سازی قابل بازگشت است. در موارد دیگر، عقیم‌سازی بدون درک و رضایت کافی بیمار انجام می‌شد، از جمله مواردی که این عمل بر روی دختران نوجوانی که به سن ۱۱ سالگی می‌رسیدند، انجام می‌گرفت. یکی از عوامل تشدیدکننده مسئله این بود که پزشکان معمولاً عقیم‌سازی را به زنان فقیر و اقلیت توصیه می‌کردند، در حالی که این کار را برای بیماران سفیدپوست ثروتمند انجام نمی‌دادند. موارد دیگری از سوءاستفاده نیز مستند شده است، از جمله زمانی که ارائه‌دهندگان خدمات بهداشتی به زنان نمی‌گفتند که قرار است عقیم شوند، یا دیگر اشکال دیگری از فشار مانند تهدید به حذف کردن کمک‌های اجتماعی یا خدمات بهداشتی افراد می‌کردند. پس از این اعمال این روش‌های سوءاستفاده، جامعه پزشکی اغلب تلاش می‌کرد تا تاکتیک‌های فشاری خود را پنهان کند.
در سال ۱۹۷۶، یک تحقیق از سوی دفتر حسابرسی عمومی ایالات متحده (GAO) نشان داد که فرایند عقیم‌سازی در چهار منطقه خدمات بهداشت سرخ‌پوستان (IHS) با سیاست‌های این سازمان در زمینه رضایت برای عقیم‌سازی بیماران مطابقت نداشته است.فرم‌های رضایت ناقص یک مشکل تکراری بود؛ در رایج‌ترین فرم مورد استفاده، ثبت نمی‌شد که آیا عناصر رضایت آگاهانه به بیمار ارائه شده است؟ یا اینکه قبل از دریافت رضایت چه چیزی به آن‌ها گفته شده و سوء برداشتی گسترده در پزشکان نسبت به مقررات IHS وجود داشت. این تحقیق نشان داد که این چهار منطقه خدماتی بین سال‌های ۱۹۷۳ و ۱۹۷۶، ۳٬۴۰۶ زن را عقیم کرده‌اند، از جمله عقیم‌سازی ۳۶ زن زیر ۲۱ سال، با وجود اینکه یک وقفه موقت در برنامه عقیم‌سازی‌ها اعلام شده بود.
محدودیت‌های تحقیق GAO به سرعت مورد توجه قرار گرفت. سناتور جیمز ابورزق اشاره کرد که حتی ۳٬۴۰۶ مورد عقیم‌سازی در میان زنان بومی آمریکایی نشانگر درصدی شگفت‌انگیز است، این عدد نتیجه گزارشی است که تنها چهار منطقه از دوازده منطقه IHS را بررسی کرده است. تلاش‌ها برای شمارش کل تعداد عقیم‌سازی‌هایی که در این دوره انجام شده، نتایج بسیار متفاوتی دربرداشته است. در حالی که شمارش محدود GAO حداقل تعداد موارد را نشان می‌دهد، مطالعات دیگر IHS را متهم کرده‌اند که این سازمان بین ۲۵ تا ۵۰ درصد از زنان بومی آمریکایی را در بین سال ۱۹۷۰ تا ۱۹۷۶ عقیم کرده است. اگر بالاترین برآورد درست باشد، ممکن است تا ۷۰٬۰۰۰ زن سرخ‌پوست در این دوره عقیم شده باشند. در مقایسه با آن، نرخ عقیم‌سازی برای زنان سفیدپوست در همان دوره، تقریباً ۱۵ درصد بود.

## انواع عقیم‌سازی
هیسترکتومی و توبکتومی دو روش اصلی عقیم‌سازی بودند که استفاده می‌شدند. هیسترکتومی یک روش عقیم‌سازی است که در زنان به کار می‌رود و در آن رحم از طریق شکم یا واژن زن برداشته می‌شود. این عمل به‌طور معمول برای عقیم‌سازی زنان بومی آمریکایی در دهه‌های ۱۹۶۰ و ۱۹۷۰ در ایالات متحده انجام می‌شد.روش رایج دیگر عقیم‌سازی، بستن لوله‌های فالوپ بود، که در آن لوله‌های فالوپ زن بسته، مسدود یا بریده می‌شوند.برای بسیاری از زنان، این روش‌ها بدون رضایت انجام می‌شد و برخی از آن‌ها برای انجام اقداماتی مانند «پیوند رحم» به پزشکان مراجعه می‌کردند. در سال ۱۹۷۱، دکتر جیمز رایان اظهار داشت که او هیسترکتومی را به بستن لوله‌ها ترجیح می‌دهد زیرا «این یک چالش بیشتر است… و تجربه خوبی برای رزیدنت‌های جوان است.» این موضوع نشان‌دهنده نگرش پزشکان IHS نسبت به بیمارانشان است، زیرا هیسترکتومی‌ها نرخ عوارض بسیار بالاتری دارند.
برخی از اشکال کنترل بارداری غیر از عقیم‌سازی از جمله دپو-پروورا و نورپلان نیز گاهی مورد استفاده قرار می‌گرفت. هر دو این‌ها روش‌های ضدبارداری زنانه هستند. دپو-پروورا شامل دریافت یک تزریق هر سه ماه یک‌بار است، در حالی که نورپلان، که دیگر در ایالات متحده استفاده نمی‌شود، نیاز به کاشت کپسول‌های پر از هورمون زیر پوست داشت. دپو-پروورا قبل از دریافت تأییدیه از سوی FDA در سال ۱۹۹۲، بر روی زنان بومی آمریکایی با ناتوانی ذهنی استفاده می‌شده است. نورپلان که توسط IHS تبلیغ می‌شد، توسط شرکت داروسازی وایت به بازار عرضه شد (که به دلیل عدم افشای کافی عوارض جانبی از جمله خونریزی نامنظم قاعدگی، سردرد، تهوع و افسردگی مورد شکایت قرار گرفت). عوارض جانبی این دو روش کنترل بارداری شامل قطع قاعدگی و خونریزی بیش از حد بود.
با استفاده از داده‌های نظرسنجی ملی رشد خانواده در سال ۲۰۰۲، مؤسسه بهداشت شهری بومیان آمریکا دریافت، که در میان زنانی که از روش‌های ضدبارداری استفاده می‌کنند، میزان فراگیری رایج‌ترین روش‌های ضدبارداری در میان زنان بومی آمریکایی و بومیان آلاسکا در سنین ۱۵ تا ۴۴ سالگی، شامل عقیم‌سازی زنانه (۳۴٪)، قرص‌های ضدبارداری خوراکی (۲۱٪) و کاندوم‌های مردانه (۲۱٪) بوده است. با این حال، این آمار در میان سفیدپوستان غیر اسپانیایی شهری، رایج‌ترین روش‌ها شامل استفاده از قرص‌های ضدبارداری خوراکی (۳۶٪)، عقیم‌سازی زنانه (۲۰٪) و کاندوم‌های مردانه (۱۸٪) بود.
امروزه، اگرچه سرویس بهداشتی هند همچنان از عقیم‌سازی به عنوان روشی برای تنظیم خانواده استفاده می‌کند، بستن لوله‌ها و وازکتومی، که یک روش عقیم‌سازی مردان است، تنها روش‌هایی هستند که ممکن است برای هدف اصلی عقیم‌سازی انجام شوند. امروزه از نظر قانونی، IHS بیمار را ملزم می‌کند که رضایت آگاهانه از عمل را بدهد، ۲۱ سال یا بیشتر داشته باشد و در یک مرکز اصلاحی یا بهداشت روانی بستری نشود. 
اکنون، اگرچه خدمات بهداشت سرخ‌پوستان همچنان از عقیم‌سازی به عنوان یک روش تنظیم خانواده استفاده می‌کند، بستن لوله‌های فالوپ و وازکتومی، که یک روش عقیم‌سازی مردانه است، تنها روش‌هایی هستند که ممکن است به‌طور اولیه برای اهداف عقیم‌سازی انجام شوند. امروزه به‌طور قانونی، IHS نیاز دارد که از بیمار رضایت آگاهانه برای عمل دریافت کند، بیمار ۲۱ سال یا بیشتر سن داشته باشد و در یک مؤسسه اصلاحی یا بیمارستان روان‌پزشکی تحت مراقبت نباشد.

## تاریخچه عقیم‌سازی اجباری در ایالات متحده
زنان بومی آمریکایی تنها افرادی نبودند که تحت تأثیر برنامه عقیم‌سازی اجباری قرار گرفتند؛ زنان سیاه‌پوست و فقیر نیز از این شیوه‌ها آسیب دیدند. این عمل از نوشته‌های فرانسیس گالتون در مورد استفاده از ژنتیک برای اصلاح نژاد بشر نشأت گرفت.جنبش نژادپرستی (یوجنیک) به‌طور فزاینده‌ای محبوب شد و در سال ۱۹۰۷، ایندیانا اولین ایالت آمریکا بود که قانونی برای عقیم‌سازی اجباری تصویب کرد. این عمل حالتی عادی یافت و در طول بیست سال آینده، پانزده ایالت دیگر نیز قوانین مشابهی را تصویب کردند.
در سال ۱۹۲۷، دیوان عالی کشور پرونده باک علیه بل که قانونی برای عقیم‌سازی اجباری در ویرجینیا بود را تأیید کرد. این پرونده شامل سه نسل از زنان خانواده باک بود: اما، کری و ویویان. با بررسی چندین نسل از زنان یک خانواده، حامیان نژادپرستی (یوجنیک) امیدوار بودند که دیوان را متقاعد کنند که کری باک دارای نواقص ذهنی ارثی است که برای رفاه عمومی خطرناک است؛ آن‌ها موفق شدند و او عقیم شد. در تصمیم اولیور وندل هولمز بیان شد: «بهتر است برای تمام جهان که به جای انتظار برای اجرای مجازات بر نسل‌های فاسد به خاطر جرم، یا اجازه گرسنگی کشیده به آن‌ها به خاطر ناتوانی‌شان، جامعه بتواند از ادامه نسل کسانی که به وضوح ناتوان هستند جلوگیری کند. اصل مجاز کننده واکسیناسیون اجباری به اندازه کافی گسترده است تا شامل قطع لوله‌های فالوپ شود.» این پرونده تأثیر زیادی در مشروعیت بخشیدن به قوانین عقیم‌سازی موجود داشت و منجر به پذیرش بیشتر این عمل شد. در دهه‌های ۱۹۶۰ و ۷۰، با افزایش شیوه‌های عقیم‌سازی، هیچ قانونی وجود نداشت که آن را ممنوع کند و این عمل به عنوان یک روش قابل قبول ضدبارداری دیده می‌شد.

## خدمات بهداشتی سرخ‌پوستان

لوگوی IHS

خدمات بهداشتی هند (IHS) یک سازمان دولتی است که در سال ۱۹۵۵ برای کمک به مبارزه با وضعیت بد سلامتی و زندگی بومیان آمریکایی و بومیان آلاسکا ایجاد شد. IHS هنوز در ایالات متحده وجود دارد و ترکیبی از سازمان‌های مختلف است که برای مبارزه با مشکلات بهداشتی خاص بومیان آمریکا و بومیان آلاسکا ایجاد شده است. وب سایت IHS بیان می‌کند که «IHS اصلی‌ترین ارائه دهنده مراقبت‌های بهداشتی فدرال و مدافع سلامت برای مردم هند است و هدف آن ارتقاء وضعیت سلامت آنها به بالاترین سطح ممکن است. IHS یک سیستم ارائه خدمات بهداشتی جامع را برای تقریباً ۲٫۲ میلیون بومیان آمریکا و بومیان آلاسکا که متعلق به ۵۷۳ قبیله فدرال به رسمیت شناخته شده در ۳۷ ایالت هستند ارائه می‌دهد.» در سال ۱۹۵۵، کنگره مسئولیت ارائه این خدمات بهداشتی را به IHS داده بود، اما در آن زمان آنها پزشکان کافی برای انجام اقدامات ایمن و مناسب نداشتند. پس از افزایش دستمزد پزشکان، ایمنی بهبود یافت و آنها شروع به ارائه درمان‌های ضدبارداری کردند که در نهایت منجر به عقیم سازی شد.
سازمان خدمات بهداشت سرخ‌پوستان (IHS) یک نهاد دولتی است که در سال ۱۹۵۵ برای کمک به مبارزه با شرایط بهداشتی و زندگی نامناسب بومیان آمریکایی و بومیان آلاسکا تأسیس شد. IHS هنوز در ایالات متحده وجود دارد و ترکیبی از سازمان‌های مختلف است که برای مقابله با مشکلات بهداشتی خاص برای بومیان آمریکایی و بومیان آلاسکا ایجاد شده‌اند. وب‌سایت IHS بیان می‌کند که «IHS ارائه‌دهنده اصلی خدمات بهداشتی فدرال و حامی بهداشت مردم بومی است و هدف آن ارتقاء وضعیت بهداشتی آن‌ها به بالاترین سطح ممکن است. IHS یک سیستم جامع ارائه خدمات بهداشتی را برای حدود ۲٫۲ میلیون بومی آمریکایی و بومیان آلاسکا که به ۵۷۳ قبیله شناخته‌شده فدرال در ۳۷ ایالت تعلق دارند، فراهم می‌کند.» در سال ۱۹۵۵، کنگره مسئولیت ارائه این خدمات بهداشتی را به IHS واگذار کرد، اما در آن زمان تعداد پزشکان کافی برای انجام روش‌های ایمن و مناسب وجود نداشت. پس از افزایش دستمزد پزشکان، ایمنی بهبود یافت و آن‌ها شروع به ارائه درمان‌های کنترل بارداری کردند که در نهایت به عمل عقیم‌سازی منجر شد.

## انگیزه برای عمل عقیم‌سازی

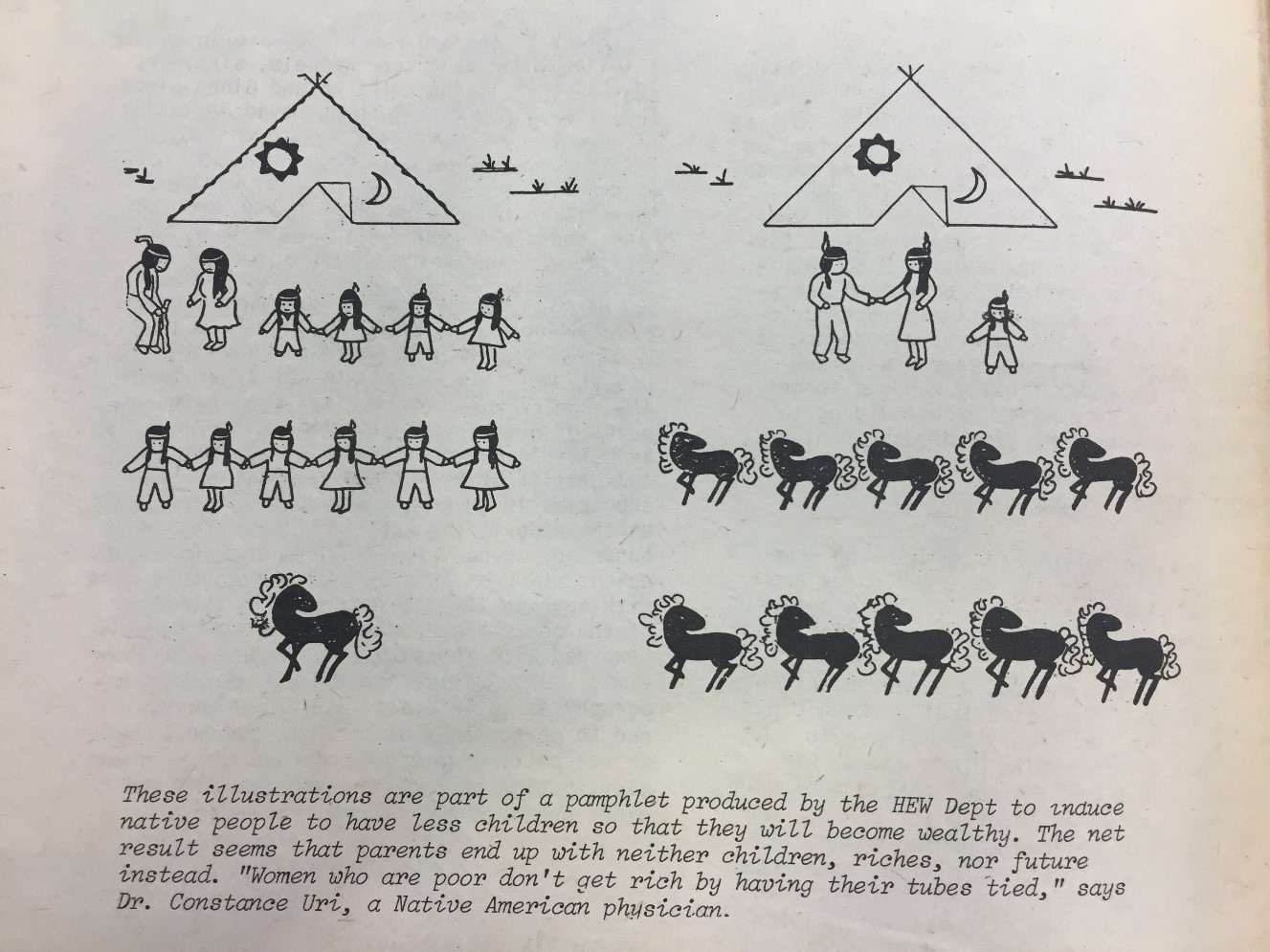
این جزوه ای این بروشور که توسط وزارت بهداشت، آموزش و رفاه (HEW) ایجاد شده است، به منظور تشویق زنان بومی آمریکایی به داشتن فرزندان کمتر طراحی شده است. در سمت چپ بروشور، تصویری از والدین قبل از پذیرش شیوه‌های برنامه‌ریزی خانواده نشان داده شده است که خسته و با منابع محدود به نظر می‌رسند. در سمت راست، تصویر والدین بعد از پذیرش این شیوه‌ها نمایش داده شده است که خوشحال و مرفه به نظر می‌رسند. این بروشور به ترویج شیوه‌های برنامه‌ریزی خانواده و تأثیر مثبت آن بر زندگی والدین و خانواده‌ها می‌پردازد.

زنان بومی آمریکا تنها افرادی نبودند که تحت عقیم سازی اجباری قرار گرفتند. زنان سیاه‌پوست و فقیر نیز تحت تأثیر این اعمال قرار گرفتند. در دهه ۱۹۷۰، بسیاری از بومیان آمریکا پس از اینکه توسط دولت ایالات متحده مجبور به رزرواسیون شدند، یا بدون حمایت کافی به مناطق شهری منتقل شدند، با فقر دست و پنجه نرم کردند. مردم بومی آمریکا به سازمان‌های دولتی مانند IHS، وزارت بهداشت، آموزش و رفاه (HEW) و اداره امور سرخپوستان (BIA) وابسته بودند. خدمات بهداشتی هند (IHS) ارائه دهنده اصلی بهداشت آنها بود. از آنجایی که بومیان آمریکا برای خدمات بهداشتی به این سازمان‌های دولتی وابسته بودند، بیشتر از سایر گروه‌ها در معرض خطر عقیم سازی اجباری قرار داشتند.
شش سال پس از تصویب قانون تحقیق جمعیت در سال ۱۹۷۰، تخمین زده می‌شود که پزشکان حدود ۲۵٪ از زنان بومی آمریکایی را در سن باروری عقیم کرده‌اند. شواهد نشان می‌دهد که این آمار ممکن است بالاتر از این میزان بوده باشد. این اعداد بالا می‌تواند به قانون اختصاص یارانه برای عقیم‌سازی‌ها بیمارانی که از خدمات بهداشت سرخ‌پوستان و بیمه‌های مدیکید استفاده می‌کردند، مرتبط باشد.
همان‌طور که جین لارنس در نشریه فصلنامه سرخپوستان آمریکایی نوشت، بیشتر پزشکانی که این عمل را انجام می‌دادند، عقیم‌سازی را بهترین گزینه برای این زنان می‌دانستند. آن‌ها ادعا می‌کردند که این کار وضعیت مالی و کیفیت زندگی خانواده‌ها را بهبود می‌بخشد.بسیاری از این پزشکان بر این باور بودند که زنان بومی آمریکایی به اندازه کافی هوشمند نیستند که از روش‌های دیگر کنترل بارداری استفاده کنند. بنابراین، عقیم‌سازی این بیماران به عنوان مطمئن‌ترین روش کنترل بارداری دیده می‌شد.زمانی که از پزشکان در مورد توصیه‌های خود به بیماران در مطب خصوصی آنها نظرسنجی صورت گرفت، تنها ۶٪ عقیم‌سازی را توصیه کردند، در حالی که به ۱۴٪ کسانی که تحت حمایت اجتماعی بودند، این روش را توصیه می‌کردند.وقتی از آن‌ها در مورد نگرش‌هایشان نسبت به سیاست‌های کنترل بارداری سؤال شد، ۹۴٪ گفتند که با عقیم‌سازی اجباری برای مادرانی که تحت حمایت اجتماعی هستند و تعداد سه یا بیشتر فرزند دارند، موافقند. با کاهش تعداد افرادی که برای دریافت میدکید و حمایت اجتماعی درخواست می‌کردند، دولت فدرال می‌توانست هزینه‌های برنامه‌های حمایتی را کاهش دهد. زنان فقیر، افراد دارای معلولیت و زنان رنگین‌پوست به دلایل مشابهی هدف قرار گرفتند. علاوه بر این، افزایش تعداد عمل‌های جراحی به عنوان آموزش خوبی برای پزشکان و تمرینی برای پزشکان مقیم دیده می‌شد.
یک نظریه پیشنهاد می‌کند که پزشکان خدمات بهداشت سرخپوستان (IHS) به دلیل دستمزد پایین و کار زیاد، زنان بومی آمریکایی را عقیم کردند تا در آینده کار کمتری داشته باشند. میانگین درآمد یک پزشک جدید در IHS بین ۱۷٬۰۰۰ تا ۲۰٬۰۰۰ دلار در سال بود و آن‌ها حدود ۶۰ ساعت در هفته کار می‌کردند. در سال ۱۹۷۴ نسبت پزشکان به بیماران به‌طور خطرناکی پایین بود، به طوری که «فقط یک پزشک برای ۱٬۷۰۰ نفر از ساکنان رزرویشن وجود داشت.»مشکلات ناشی از کمبود پزشک، زمانی که برنامه اعزام پزشکان به ارتش در سال ۱۹۷۶ متوقف شد، حتی بیشتر شد. این موضوع به‌طور مستقیم بر IHS تأثیر گذاشت زیرا آن‌ها بسیاری از پزشکان خود را از ارتش جذب می‌کردند.بین سال‌های ۱۹۷۱ و ۱۹۷۴، درخواست‌ها برای موقعیت‌های خالی IHS از ۷۰۰ به ۱۰۰ درخواست کاهش یافت، به این معنی که بار کار اضافی بر دوش تعداد کمتری از پزشکان افتاد.
یک تمایز مهم بین پزشکانی که به‌طور مستقیم برای خدمات بهداشت سرخ‌پوستان (IHS) کار می‌کردند و دیگر پزشکانی که عقیم‌سازی‌ها را از طریق قرارداد با IHS انجام می‌دادند، وجود داشت. برای پزشکان IHS، هیچ انگیزه مالی برای انجام عقیم‌سازی وجود نداشت و بنابراین سایر ملاحظات احتمالاً نقش اصلی را ایفا می‌کرد. پرداختی بخ پزشکان تحت قرارداد، زمانی که زنان را عقیم می‌کردند، بیشتر از زمانی بود که برای آن‌ها قرص‌های ضدبارداری تجویز می‌کردند، که این موضوع انگیزه مالی را محتمل‌تر می‌نمود.با اینکه برای پزشکان IHS هیچ انگیزه مالی برای توصیه به عقیم‌سازی وجود نداشت، همان‌طور که قبلاً بحث شد، عقیم‌سازی در دهه‌های ۱۹۶۰ و ۱۹۷۰ به عنوان ایده‌آل‌ترین شکل کنترل بارداری برای بیماران بومی آمریکایی در نظر گرفته می‌شد. پزشکان IHS عمدتاً دیدگاه‌های پروتستانی و طبقه متوسطی در مورد تنظیم خانواده داشتند و بر خانواده هسته‌ای با تعداد کم از فرزندان تأکید داشتند. فرض بر این بود که زنان بومی آمریکایی همان ساختار خانوادگی را که آمریکایی‌های سفیدپوست طبقه متوسط دارند، می‌خواهند و این فرضیه به امکان سوءاستفاده از عقیم‌سازی کمک کرد.

## اثرات عقیم‌سازی بر این زنان
یک اثر مستقیم عقیم‌سازی زنان بومی آمریکایی این بود که نرخ زاد و ولد در میان آن‌ها کاهش یافت. در سال ۱۹۷۰، نرخ زاد و ولد متوسط زنان بومی آمریکایی ۳٫۲۹ بود، اما این نرخ در سال ۱۹۸۰ به ۱٫۳۰ کاهش یافت. نرخ زاد و ولد زنان آپاچی از ۴٫۰۱ به ۱٫۷۸ افت کرد. در مقایسه، نرخ زاد و ولد زنان سفیدپوست از ۲٫۴۲ به ۲٫۱۴ کاهش یافت. بنا به برخی از آمارها، حداقل ۲۵٪ از زنان بومی آمریکایی بین سنین ۱۵ تا ۴۴ در طول دوره‌های حاد این برنامه، عقیم شدند.زنان بومی با عدم توانایی در تولید مثل به همان نسبت که همتایان سفیدپوست خود داشتند، قدرت اقتصادی و سیاسی خود را از دست دادند. یکی از اثرات احتمالی این موضوع، افزایش خطر انقراض فرهنگ‌های بومی آمریکایی است.
کاهش نرخ زاد و ولد یک اثر قابل سنجش بود، اما عقیم‌سازی بر بسیاری از زنان بومی آمریکایی به روش‌های غیرقابل سنجش نیز تأثیر گذاشت. در فرهنگ بومی آمریکایی، باروری زنان بسیار ارزشمند است و این موضوع منجر به پیامدهای روانی و اجتماعی ناشی از عقیم‌سازی می‌شود. به دلیل اینکه چگونگی نگاه مردم بومی آمریکایی به مادر شدن، برای یک زن، عدم توانایی در بچه‌دار شدن می‌تواند باعث شرم، خجالت و احتمالاً محکومیت از سوی قبیله‌اش شود.در سال ۱۹۷۷، وکیل مایکل زاوالا، بعد از اینکه سه زن شاینی از مونتانا بدون رضایت خود عقیم شدند، پرونده‌ای را در ایالت واشینگتن ثبت کرد. با این حال، زنان عقیم شده ناشناس ماندند زیرا از عواقب قبیله‌ای می‌ترسیدند. ماری سانچز، قاضی ارشد قبیله برای رزرویشن شمالی شاینی، توضیح داد: «حتی بیشتر از هزینه‌های بالای قانونی، خطر از دست دادن جایگاه فرد در جامعه بومی، جایی که عقیم‌سازی بار معنایی مذهبی خاصی دارد، ناامیدکننده است.»در برخی مناطق، روش عقیم‌سازی به اندازه کافی استریل نبود، که منجر به عوارض جانبی شد. وقتی عوارض بروز کرد، درمان پزشکی اضافی نیاز بود، اما بودجه دولتی فقط هزینه خود روش را پوشش می‌داد. از آنجا که بیشتر زنان نمی‌توانستند هزینه‌های درمانی بعدی را تأمین کنند، در بسیاری از موارد این درمان لازم را دریافت نکردند و برخی به همین دلیل جان خود را از دست دادند. ماری سانچز، عقیم‌سازی جمعی بومیان آمریکایی را با نسل‌کشی برابر دانست.
زنان و مردان بومی آمریکا به دلیل عقیم سازی اجباری به دولت آمریکا اعتماد کامل ندارند و همچنان نسبت به فناوری‌های پیشگیری از بارداری بدبین هستند.